# The National Guard Encampment at Fort Riley
The National Guard Encampment at Fort Riley è un cortometraggio muto del 1911. Il nome del regista non viene riportato nei credit del documentario prodotto dalla Champion Film Company di Mark M. Dintenfass.

## Produzione
Il film fu prodotto dalla Champion Film Company, una compagnia indipendente che Dintenfass aveva fondato nel 1909, stabilendone gli studi a Fort Lee, nel New Jersey.

## Distribuzione
Distribuito dalla Motion Picture Distributors and Sales Company, il film - un cortometraggio di una bobina - uscì nelle sale cinematografiche USA il 9 ottobre 1911.